# 貝島栄四郞
貝島 栄四郎（かいじま えいしろう、1878年〈明治11年〉1月16日 - 1947年〈昭和22年〉2月27日）は、日本の実業家。

## 略歴
筑豊御三家の一つである貝島財閥の創始者である貝島太助の次男として生まれ、貝島炭坑の社長などを務める。
叔父である貝島六太郎の養子となり、東京の工手学校で機械学や採鉱学を学んだ後に、貝島家が経営する菅牟田鉱業所へ入る。
その後、菅牟田鉱業所長、貝島鉱業株式会社常務取締役兼鉱業部長を経て、大正5年（1916年）に貝島鉱業株式会社専務取締役社長に就任した。
貝島栄四郎の旧宅である貝島百合野山荘は、宅地は約１万7700平方メートルで、約９万平方メートルの敷地を持ち、直方市に現存する。貝島家の建物で地元に残存する唯一の建物であり、貴重な炭鉱遺産として現在、貝島百合野山荘市民の会により保存活動が展開されている。

## 年譜[3]
- 1909年 - 貝島鉱業株式会社取締役
- 1914年 - 同上常務取締役鉱務部長
- 1914年 - 同上専務取締役社長
- 1914年 - 1919年 欧米視察
- 1914年 - 貝島鉱業株式会社社長辞任、監査役就任
- 1921年 - 貝島鉱業株式会社取締役社長
- 1929年 - 緑綬褒章を賜る
- 1930年 - 紺綬褒章を賜る（九州大学放射線研究室建築費寄付により）
- 1931年 - 貝島鉱業株式会社社長を辞任
- 1932年 - 産業功労者として日本産業協会総裁伏見宮博恭王殿下より表彰を受ける